# Carl Heinrich Schultz (Botaniker)

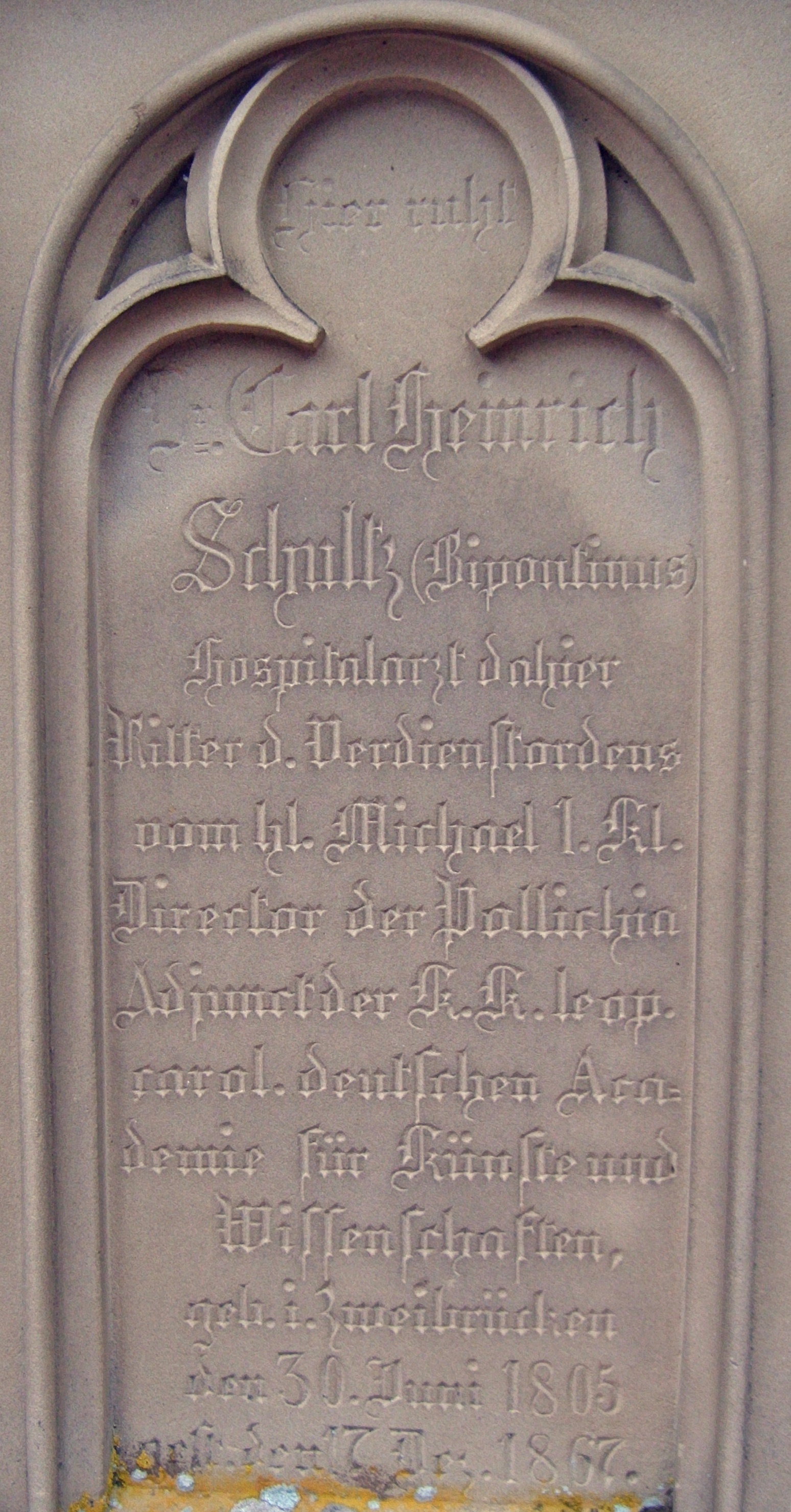
Grabinschrift, Friedhof Deidesheim

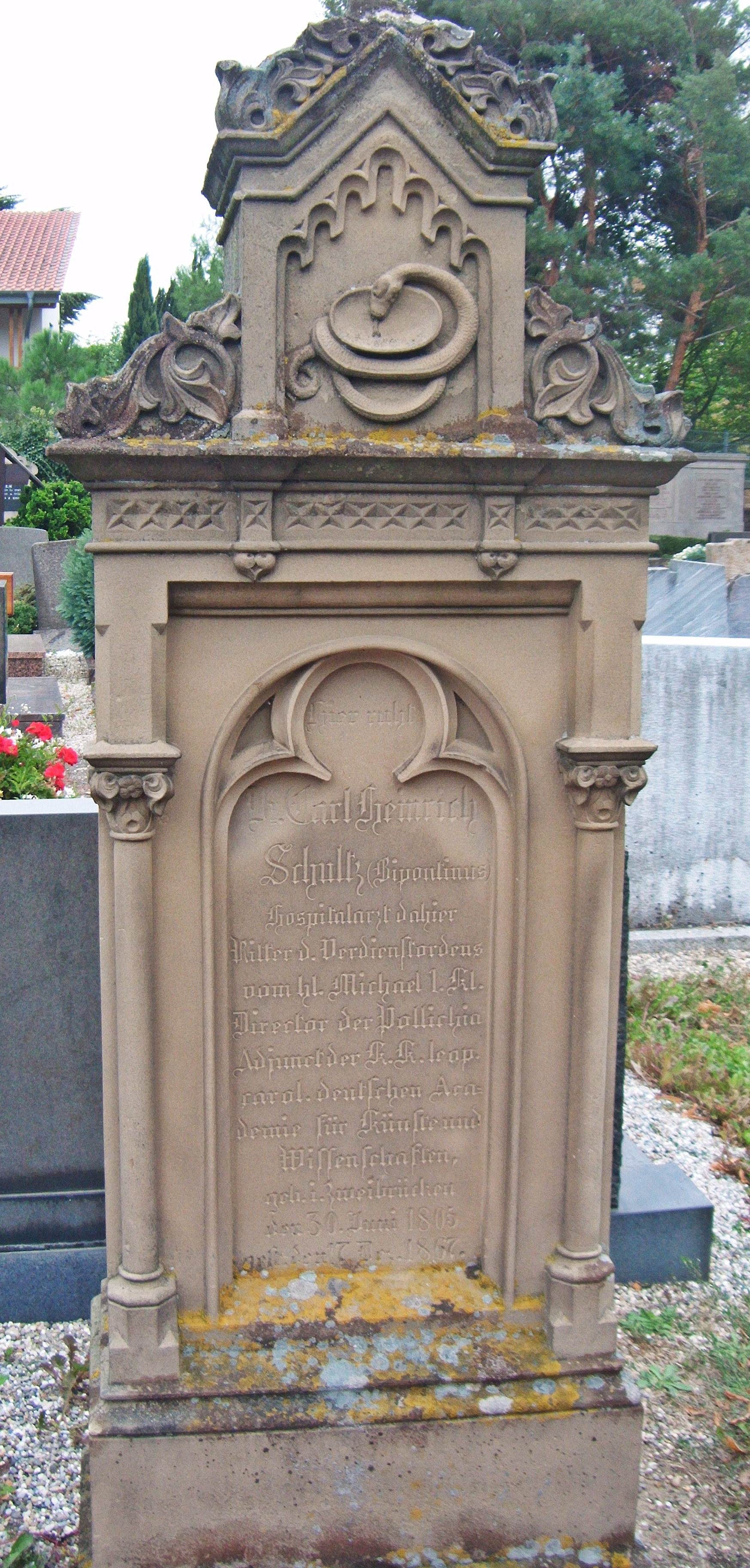
Grabstein, Friedhof Deidesheim

Carl Heinrich Schultz, auch Karl (* 30. Juni 1805 in Zweibrücken; † 17. Dezember 1867 in Deidesheim), durch Latinisierung seines Geburtsortes (Zweibrücken = Bipons) genannt Schultz Bipontinus, war ein deutscher Arzt und Botaniker. Sein offizielles botanisches Autorenkürzel lautet „Sch.Bip.“; früher war auch „Schultz Bip.“ gebräuchlich.

## Leben
Sein älterer Bruder Friedrich Wilhelm Schultz (1804–1876) war ebenfalls Botaniker. 1840 hatte Carl Heinrich Schultz, damals Arzt am Deidesheimer Spital, 25 Gelehrte aus der Pfalz und umliegenden Gebieten zur Gründung eines Vereins um sich geschart; am 6. Oktober 1840 wurde daraufhin die naturkundliche Gesellschaft Pollichia gegründet, eine zunächst rein naturwissenschaftlich tätige Gesellschaft. Benannt wurde diese nach dem Kaiserslauterer Arzt und Botaniker Johann Adam Pollich (1740–1780). Seit einer Satzungsänderung 1976 nennt sich der Verein „POLLICHIA Verein für Naturforschung und Landespflege e. V.“.
Schultz war Mitglied in vielen Burschenschaften: Burschenschaft Germania im Schwan Erlangen (1825), Burschenschaft Amicitia München (1826), Alte Burschenschaft Arminia München (1827), Burschenschaft Marcomannia München (1828) und Burschenschaft Germania München (1829, Stifter).

## Ehrungen
1843 wurde er zum Mitglied der Deutschen Akademie der Naturforscher Leopoldina gewählt.
Laut Grabinschrift war Schultz Ritter 1. Klasse des bayerischen Ordens vom Hl. Michael.
Nach ihm sind die Pflanzengattungen Bipontia S.F.Blake aus der Familie der Korbblütler (Asteraceae) und Bipontinia Alef.  aus der Familie der Hülsenfrüchtler (Fabaceae) benannt.

## Schriften
- Analysis Cichoriacearum Palatinatus. 1841.
- Beitrag zur Geschichte und geographischen Verbreitung der Cassiniaceen. 1866.
- I. Original-Aufsätze über die Compositae von Eduard Rüppell's und Wilhelm Schimper's abyssinischer und Kotschy's nubischer Reise. In: Flora oder allgemeine botanische Zeitung, XXV Jg., II. Bd. Regensburg 1842, S. 417–424, 433–442